# Хергенрот
Хергенрот (нем. Hergenroth) — община в Германии, в земле Рейнланд-Пфальц. 
Входит в состав района Вестервальд. Подчиняется управлению Вестербург.  Население составляет 452 человека (на 31 декабря 2010 года). Занимает площадь 1,89 км².